# Кило-
Кило- (русское обозначение: к; международное: k) — одна из приставок, используемых в Международной системе единиц (СИ) для образования наименований и обозначений десятичных кратных единиц. Единица, наименование которой образовано путём присоединения приставки кило к наименованию исходной единицы, получается в результате умножения исходной единицы на число 103, то есть на одну тысячу.
Официально принята в 1795 году, но широко использовалась и ранее. В качестве приставки СИ принята XI Генеральной конференцией по мерам и весам в 1960 году.
Наименование происходит от греческого слова «χίλιοι», которое и означает «тысяча» — например, хилиарх командовал тысячей воинов.

## Применение
С приставкой «кило» и её обозначением используются не только единицы СИ, но и большое количество других единиц. В то же время в соответствии с «Положением о единицах величин, допускаемых к применению в Российской Федерации» с приставкой и её обозначением не применяются наименования и обозначения внесистемных единиц:
- массы — тонна, атомная единица массы, карат;
- времени — минута, час, сутки;
- плоского угла — градус, угловая минута, угловая секунда, град (гон);
- длины — астрономическая единица, световой год, парсек, ангстрем, морская миля, фут, дюйм;
- площади — гектар, ар;
- давления — бар, килограмм-сила на квадратный сантиметр, миллиметр водяного столба, метр водяного столба, атмосфера техническая, миллиметр ртутного столба;
- оптической силы — диоптрия;
- линейной плотности — текс;
- скорости — узел;
- ускорения — гал;
- частоты вращения — оборот в секунду, оборот в минуту.

## Использование в информационных технологиях
Приставка «кило-», согласно системе СИ, обозначает 1000. Для различия в IT среде введены специальные двоичные приставки, где множитель 1024 обозначают приставкой «киби-».

### Значение приставки «кило-» согласно стандарту JEDEC
Объединенный инженерный совет по электронным устройствам (англ. Joint Electron Devices Engineering Council, JEDEC), занимающийся разработкой и продвижением стандартов для микроэлектронной промышленности, разработал стандарт JEDEC 100B.01, определяющий значения терминов и буквенных символов. Целью данного стандарта является содействие единообразному использованию символов, аббревиатур, терминов и определений в полупроводниковой промышленности. Согласно данному стандарту, приставка kilo (K) применительно к единицам измерения информации бит и байт, принимается как множитель, равный 1024 (210).